# Eismannsberg (Ried)
Eismannsberg ist ein Kirchdorf und Ortsteil der Gemeinde Ried im Landkreis Aichach-Friedberg im Regierungsbezirk Schwaben in Bayern. Zur Gemarkung gehören auch das Kirchdorf Holzburg, das Dorf Asbach und der Weiler Burgstall.
Eismannsberg liegt circa vier Kilometer östlich von Ried. Asbach liegt circa zweieinhalb Kilometer westlich, Holzburg circa einen Kilometer nordwestlich und Burgstall circa eineinhalb Kilometer östlich von Eismannsberg.
Bis zum 1. Juli 1972 gehörte die selbstständige Gemeinde Eismannsberg mit ihren Ortsteilen zum Landkreis Friedberg, der dann im neu gegründeten Landkreis Aichach-Friedberg aufging. Am 1. Mai 1978 wurde sie mit allen Ortsteilen im Zuge der Gebietsreform in Bayern in die Gemeinde Ried eingegliedert.
Die katholische Filialkirche Maria Hilf in Holzburg gehört ebenso wie die Filialkirche Sankt Castulus in Eismannsberg und die Marienkapelle in Asbach (beide seit 1925) zur katholischen Pfarrei Sankt Martin in Baindlkirch. Burgstall mit seiner Loretokapelle gehört seit 1925 zur katholischen Pfarrei Sankt Stephan in Egenburg.

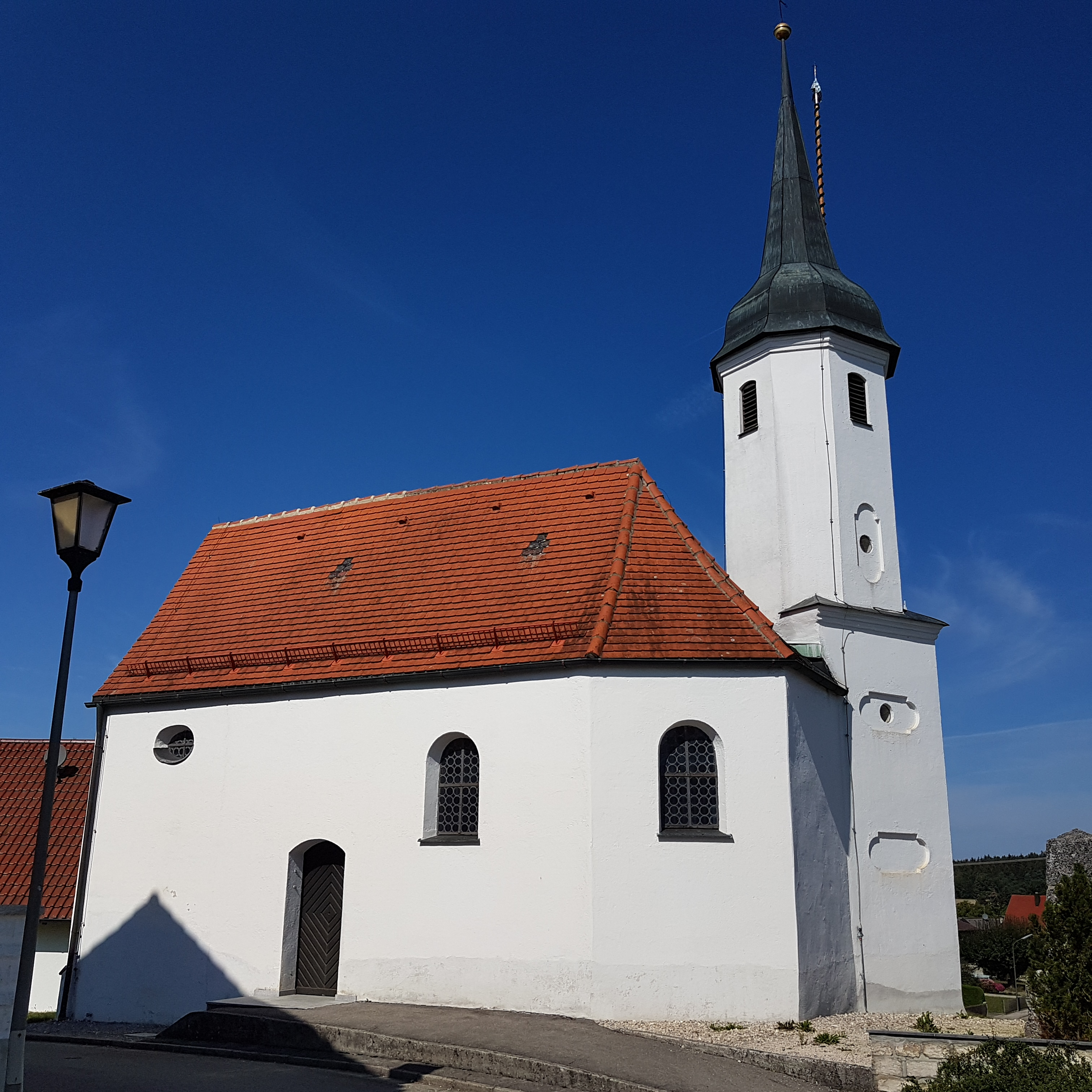
Kirche St. Castulus

Die Kreisstraße AIC 6 verläuft in westöstlicher Richtung von Bachern über Asbach, Holzburg, Eismannsberg und Burgstall bis zur Landkreisgrenze, wo sie in die Kreisstraße DAH 7 mündet.
Im Gemarkungsgebiet gibt es ein paar kleinere Gräben und Bäche, die alle in den Badegraben münden, der nach Nordwesten fließt und südlich von Rohrbach in den Eisenbach mündet, einem rechten Zufluss der Paar.
In Eismannsberg wurden der Kaplan Martin Völk (1787–1848) und seine Schwester Theresa (1789–1841) geboren, die spätere Ehefrau des Geistlichen Ignaz Lindl.